# Ludmiła Pilecka
Ludmiła Pilecka (ur. 1960) – krakowska charakteryzatorka, autorka charakteryzacji do polskich filmów, spektakli teatralnych oraz imprez artystycznych transmitowanych z krakowskiego ośrodka telewizji. Charakteryzatorka spektakli teatralnych realizowanych przez Teatr Telewizji. Spektakl z jej udziałem jako charakteryzatora otrzymał Nagrodę Honorową im. Krzysztofa Zaleskiego podczas Festiwalu Teatru Polskiego Radia i Teatru Telewizji Polskiej „Dwa Teatry” w 2013 roku - dla Zespołu Teatru Telewizji za pomysł i realizację projektu "Trzy razy Fredro".
Jej mąż Marek Paluch jest malarzem i grafikiem, autorem ilustracji książkowych.

## Filmografia
- 2001 – Samo niebo
- 2002 – Anioł w Krakowie
- 2004 – Night of the Apocalypse – Vader[2]
- 2004 – We're Going To Hollywood for This: Live Perversions – Carpathian Forest[3]
- 2008 – Black Mass Krakow 2004 – Gorgoroth[4]

### Teatr Telewizji
- 1984 – Wiersze i krajobrazy
- 1989 – Do piachu...
- 1990 – Kolacja na cztery ręce
- 1990 – Szalbierz
- 1991 – Zapach orchidei
- 1992 – Polowanie na karaluchy
- 1992 – Płatonow
- 1992 – Król Edyp
- 1992 – Gdy rozum śpi
- 1993 – Sprawa Andersa
- 1993 – Portret Doriana Graya
- 1993 – Papierowe kwiaty
- 1994 – Ziarno zroszone krwią
- 1994 – Zemsta
- 1994 – Wesele Figara
- 1994 – Maria Stuart
- 1994 – Idź do panny Torpe
- 1995 – Zagubieni
- 1995 – Wilk Kazański
- 1995 – Towarzystwo pana Brzechwy
- 1995 – Strażniczka muzyki
- 1995 – Pamiętam...
- 1995 – Nina, to co innego
- 1995 – Miłość po dziewiątej
- 1995 – Maskarada
- 1995 – Ja, Maria Magdalena
- 1996 – W sprawie ogłoszenia
- 1996 – Sprawa Folsztyńskiego
- 1996 – Rutherford i syn
- 1996 – Katarzyna
- 1996 – Dla Julii
- 1996 – Bal błaznów
- 1997 – Zdrada
- 1997 – Matka Courage i jej dzieci
- 1997 – Krawiec
- 1997 – Kasztanek
- 1997 – Changler, poeci i inni...
- 1997 – Alek
- 1998 – Z prochu powstałeś
- 1998 – Wielka magia
- 1998 – Tak zwana ludzkość w obłędzie
- 1999 – Wybór
- 1999 – Randka z diabłem
- 1999 – Niedobra miłość
- 1999 – Grzebanie
- 2000 – Simpatico
- 2000 – Paryżanka
- 2000 – Niektóre gatunki dziewic – współpraca charakteryzatorska
- 2001 – Brat Elvis
- 2001 – Wielebni[5]
- 2002 – Oświadczenie
- 2003 – Śmiech w ciemności
- 2004 – Sztuka kochania. Sceny dla dorosłych
- 2006 – Wielkie Kazanie Księdza Bernarda
- 2008 – Szkoła żon
- 2009 – Bułhakow
- 2013 – Trzy razy Fredro